# (3581) Alvarez
(3581) Alvarez ist ein knapp die Marsbahn streifender Asteroid des Hauptgürtels.
Das Objekt wurde am 23. April 1985 von Carolyn und Eugene Shoemaker am Palomar-Observatorium (IAU-Code 675) in Kalifornien entdeckt. Benannt wurde es nach dem Physiker und Erfinder Luis Walter Alvarez (1911–1988), der an der Entwicklung der Atombombe mitarbeitete und 1968 für seine Beiträge zur Elementarteilchenphysik mit dem Nobelpreis für Physik ausgezeichnet wurde.